# Bjørn Otto Bragstad
Bjørn Otto Bragstad (Trondheim, 5 gennaio 1971) è un ex calciatore norvegese, di ruolo difensore.
È padre di [Emilie, anch'ella calciatrice, che gioca nello stesso ruolo, della nazionale norvegese femminile.

## Carriera

### Club
Bragstad inizia la sua carriera nelle giovanili del Rosenborg, la squadra della sua città natale. Nel 1989 fa il suo debutto in Tippeligaen con il Rosenborg.
Bragstad rimane al Rosenborg per 11 anni, fino al 2000, totalizzando 195 presenze e 26 reti in campionato, in questi anni vince 9 volte il campionato (1990, 1993, 1994, 1995, 1996, 1997, 1998, 1999, 2000) e tre volte la Coppa di Norvegia (1992, 1995, 1999).
Nell'estate del 1999 viene riportata un'offerta di 5 milioni di euro del Racing Santander per Bragstad, tuttavia la trattativa fallisce per il mancato accordo tra le squadre. Poco dopo c'è un'offerta del Saint-Étienne che è respinta dal giocatore che dichiara che trasferirsi in Inghilterra è il suo sogno. Poco dopo quest'intervista Bragstad si trasferisce al Derby County per 3 milioni di euro firmando un contratto quadriennale.
A causa di alcuni infortuni non riesce a conquistarsi il posto da titolare giocando 12 partite, con l'unico lampo di una doppiatta in coppa di Lega contro il West Bromwich così la stagione successiva viene ceduto in prestito al Birmingham, squadra militante in First Division. Anche al Birmingham soffre di vari infortuni riuscendo a giocare 3 partite. Tornato al Derby il suo contratto viene rescisso.
Rimasto libero per la stagione 2002-2003 Bragstad firma con gli austriaci del Bregenz, squadra militante nella Bundesliga austriaca: la sua prima stagione al Bregenz è sulla falsariga di quelle precedenti con parecchi infortuni e 7 presenze, invece nella stagione successiva riesce ad avere più continuità, risultando tra i titolari del Bregenz che termina il campionato al quinto posto.
A fine stagione Bragstad annuncia il ritiro a 33 anni.

### Nazionale
Bragstad fa il suo debutto con la nazionale norvegese il 20 gennaio 1999 in una partita amichevole contro Israele, in cui parte titolare per poi venire sostituito a inizio ripresa da Claus Lundekvam.
Nel 2000 è convocato per gli europei nei quali gioca le tre partite del girone nel quale la Norvegia viene eliminata.
In totale Bragstad vanta 15 presenze con la nazionale norvegese.

## Statistiche

### Cronologia presenze e reti in Nazionale
| Cronologia completa delle presenze e delle reti in nazionale ― Norvegia | Cronologia completa delle presenze e delle reti in nazionale ― Norvegia | Cronologia completa delle presenze e delle reti in nazionale ― Norvegia | Cronologia completa delle presenze e delle reti in nazionale ― Norvegia | Cronologia completa delle presenze e delle reti in nazionale ― Norvegia | Cronologia completa delle presenze e delle reti in nazionale ― Norvegia | Cronologia completa delle presenze e delle reti in nazionale ― Norvegia | Cronologia completa delle presenze e delle reti in nazionale ― Norvegia |
| Data                                                                    | Città                                                                   | In casa                                                                 | Risultato                                                               | Ospiti                                                                  | Competizione                                                            | Reti                                                                    | Note                                                                    |
| ----------------------------------------------------------------------- | ----------------------------------------------------------------------- | ----------------------------------------------------------------------- | ----------------------------------------------------------------------- | ----------------------------------------------------------------------- | ----------------------------------------------------------------------- | ----------------------------------------------------------------------- | ----------------------------------------------------------------------- |
| 20-1-1999                                                               | Ramat Gan                                                               | Israele                                                                 | 0 – 1                                                                   | Norvegia                                                                | Amichevole                                                              | -                                                                       | 46’                                                                     |
| 22-1-1999                                                               | Umm al-Fahm                                                             | Estonia                                                                 | 3 – 3                                                                   | Norvegia                                                                | Amichevole                                                              | -                                                                       |                                                                         |
| 10-2-1999                                                               | Pisa                                                                    | Italia                                                                  | 0 – 0                                                                   | Norvegia                                                                | Amichevole                                                              | -                                                                       |                                                                         |
| 20-5-1999                                                               | Oslo                                                                    | Norvegia                                                                | 6 – 0                                                                   | Giamaica                                                                | Amichevole                                                              | -                                                                       |                                                                         |
| 5-6-1999                                                                | Tirana                                                                  | Albania                                                                 | 1 – 2                                                                   | Norvegia                                                                | Qual. Euro 2000                                                         | -                                                                       | 63’                                                                     |
| 2-2-2000                                                                | La Manga del Mar Menor                                                  | Danimarca                                                               | 2 – 4                                                                   | Norvegia                                                                | Amichevole                                                              | -                                                                       | Ammonizione                                                             |
| 4-2-2000                                                                | La Manga del Mar Menor                                                  | Svezia                                                                  | 1 – 1                                                                   | Norvegia                                                                | Amichevole                                                              | -                                                                       |                                                                         |
| 23-2-2000                                                               | Istanbul                                                                | Turchia                                                                 | 0 – 2                                                                   | Norvegia                                                                | Amichevole                                                              | -                                                                       |                                                                         |
| 29-3-2000                                                               | Lugano                                                                  | Svizzera                                                                | 2 – 2                                                                   | Norvegia                                                                | Amichevole                                                              | -                                                                       | 46’                                                                     |
| 27-5-2000                                                               | Oslo                                                                    | Norvegia                                                                | 2 – 0                                                                   | Slovacchia                                                              | Amichevole                                                              | -                                                                       | 24’                                                                     |
| 3-6-2000                                                                | Oslo                                                                    | Norvegia                                                                | 1 – 0                                                                   | Italia                                                                  | Amichevole                                                              | -                                                                       |                                                                         |
| 13-6-2000                                                               | Rotterdam                                                               | Spagna                                                                  | 0 – 1                                                                   | Norvegia                                                                | Euro 2000 - 1º turno                                                    | -                                                                       |                                                                         |
| 18-6-2000                                                               | Liegi                                                                   | Jugoslavia                                                              | 1 – 0                                                                   | Norvegia                                                                | Euro 2000 - 1º turno                                                    | -                                                                       |                                                                         |
| 21-6-2000                                                               | Arnhem                                                                  | Slovenia                                                                | 0 – 0                                                                   | Norvegia                                                                | Euro 2000 - 1º turno                                                    | -                                                                       |                                                                         |
| 16-8-2000                                                               | Helsingfors                                                             | Finlandia                                                               | 3 – 1                                                                   | Norvegia                                                                | Amichevole                                                              | -                                                                       | 46’                                                                     |
| Totale                                                                  |                                                                         | Presenze                                                                | 15                                                                      |                                                                         | Reti                                                                    | 0                                                                       |                                                                         |

## Palmarès

### Club

#### Competizioni nazionali
- Campionato norvegese: 9

Rosenborg: 1990, 1993, 1994, 1995, 1996, 1997, 1998, 1999, 2000
- Coppa di Norvegia: 3

Rosenborg: 1992, 1995, 1999